# Esther Regina
Esther Regina est une actrice espagnole.

## Biographie
Elle a effectué des études d’art dramatique à Bruxelles, et a une maîtrise et un D.E.A. en langue et littérature françaises. Son expérience dans divers pays lui ont permis de consolider sa carrière et d’interpréter des rôles tant en espagnol qu’en français, en allemand, en italien et en anglais.
Elle se forme très jeune dans les domaines de l’expression corporelle, du théâtre, du chant et de la danse. Après l’Université Complutense de Madrid, elle complète ses études dans les universités de la Sorbonne, de Grenoble, de Metz et de Saarland (Allemagne). Elle travaille comme traductrice d’abord au Parlement européen à Luxembourg et plus tard à Bruxelles, toujours pour l’Union européenne. Parallèlement, elle développe sa carrière de comédienne pour le Teatro español de Bruselas dont elle est, avec son directeur Pollux Hernúñez, un membre fondateur. Depuis son retour en Espagne, elle a travaillé pour le théâtre, le cinéma et la télévision, sous la direction, entre autres, de Lucas Fernández et de Sigfrid Monleón. Dans le film Ispansi, de Carlos Iglesias, elle joue le rôle protagoniste.

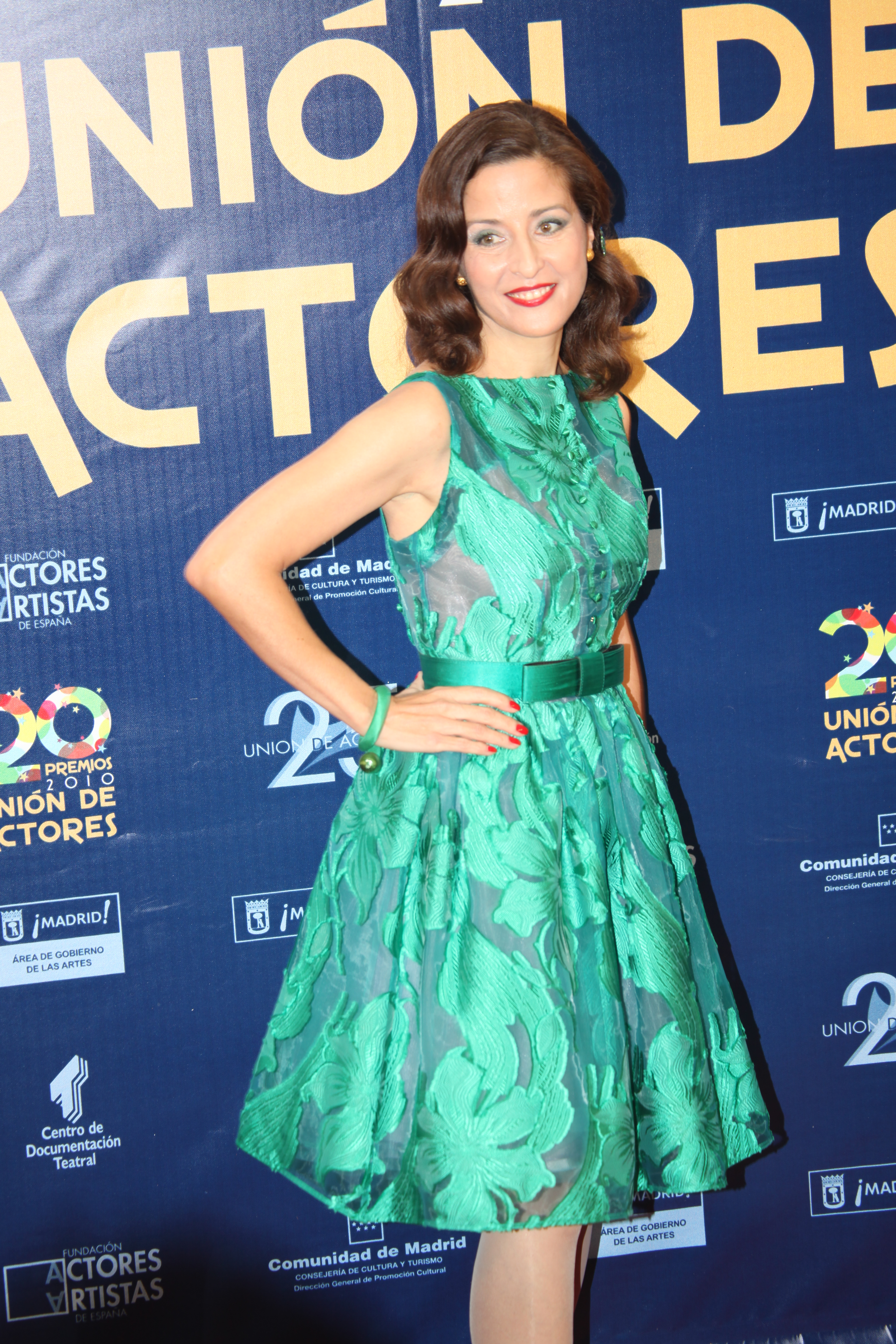
Esther Regina
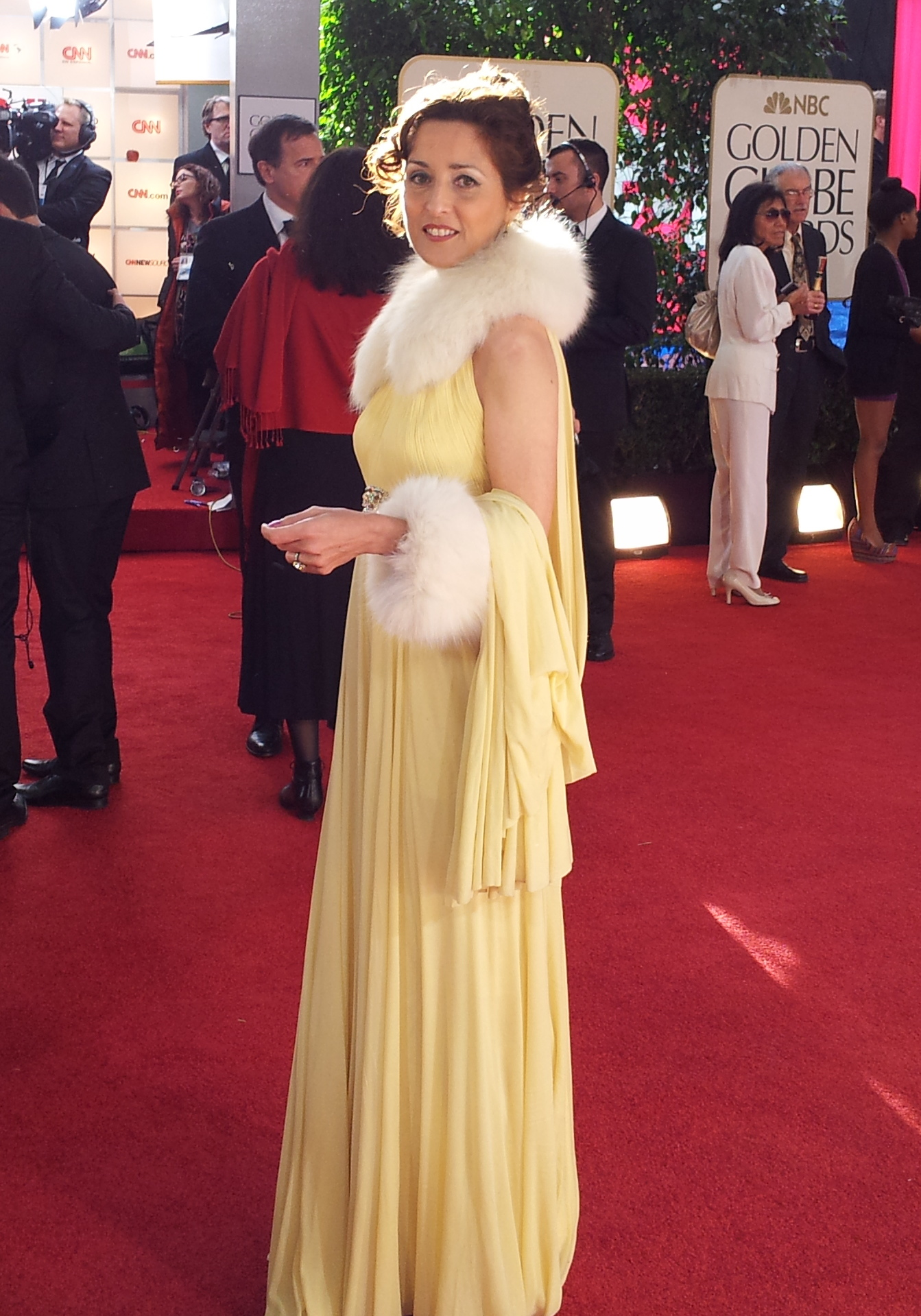
Esther Regina, Golden Globe Award à Los Ángeles